# Gekončík kočičí
Gekončík kočičí (Aeluroscalabotes felinus) je jediný zástupce podčeledi Aeluroscalabotinae. Je to středně velký stromový ještěr, jehož druhové jméno vychází z faktu, že gekončíci mívají ve spánku ocas otočený kolem těla, podobně jako kočka.

## Popis
- Délka těla: asi 18 cm

Gekončík kočičí je štíhlý, červenohnědě zbarvený, bíle tečkovaný gekon, s bílou skvrnou na hrdle. Někteří jedinci mají na hřbetě hnědé skvrny. Samci bývají menší než samice.
Na rozdíl od ostatních gekonů nemá na prstech přísavné lamely, ke šplhání používá drápy a chápavý ocas.

## Rozšíření a stanoviště
Gekončík kočičí žije horských tropických lesích Jihovýchodní Asie, je rozšířený v Indonésii, Malajsii, Singapuru a Thajsku.

## Biologie
Gekončík je stromový gekon s noční aktivitou. Živí se hmyzem a dalšími drobnými bezobratlými.